# Audouinia laevis
Audouinia laevis är en tvåhjärtbladig växtart som först beskrevs av Neville Stuart Pillans, och fick sitt nu gällande namn av Anthony Vincent Hall. Audouinia laevis ingår i släktet Audouinia och familjen Bruniaceae. Inga underarter finns listade.